# Maumee (Ohio)
Maumee è un comune degli Stati Uniti d'America, situato nello stato dell'Ohio, nella contea di Lucas.